# Doodstraf in Zwitserland
De doodstraf in Zwitserland is verboden op grond van artikel 10 van de Zwitserse Grondwet.
In Zwitserland werd de doodstraf uitgevoerd bij wijze van onthoofding, meestal door middel van de guillotine. De doodstraf werd voor een eerste maal afgeschaft in het kader van de grondwetsherziening van 1874, maar werd na een referendum heringevoerd in 1879 met een meerderheid van 52,5% van de stemmen.
In 1938 keurde de Zwitserse bevolking eveneens in een referendum het nieuwe Strafwetboek goed met 53,5% van de stemmen. Dit wetboek schafte de doodstraf af voor alle gemeenrechtelijke misdaden. Het wetboek zou echter pas in werking treden op 1 januari 1942. Op 18 oktober 1940 was Hans Vollenweider, die twee burgers en een politieagent had vermoord, de laatste Zwitser op wie de (burgerlijke) doodstraf werd uitgevoerd.
Tijdens de Tweede Wereldoorlog werden zeventien personen, waaronder militairen van het Zwitserse leger, gefusilleerd wegens verraad. In 1992 zou de doodstraf ook op militair vlak worden afgeschaft.